# Gmina Jaworzyna Śląska
Gmina Jaworzyna Śląska je polská městsko-vesnická gmina v okrese Svídnice v Dolnoslezském vojvodství. Sídlem gminy je město Jaworzyna Śląska. V roce 2020 zde žilo 10 222 obyvatel.
Gmina má rozlohu 67,5 km² a zabírá 9,1 % rozlohy okresu. Skládá se z 12 starostenství.

## Části gminy
Starostenství
Bagieniec, Bolesławice, Czechy, Milikowice, Nowice, Nowy Jaworów, Pasieczna, Pastuchów, Piotrowice Świdnickie, Stary Jaworów, Tomkowa, Witków